# الغازية
الغازية  هي إحدى القرى اللبنانية من قرى قضاء صيدا في محافظة الجنوب. تبعد 4 كلم عن صيدا. وهي ضاحية من ضواحي مدينة صيدا الجنوبية، أخذت اسمها بعد الفتح الإسلامي للساحل الشامي بقرن ونصف تقريباً وذلك بسبب نزول المحدث هشام بن الغاز بن ربيعة بن عمرو بن عوف بن زهير، أبي عبد الله وقيل أبي العباس الجرشي الدمشقي الصيداوي بها، ثم سكنتها ذريته بعد وفاته سنة 159 هـ وأورد R اسمها ضمن القرى التابعة لإمارة صيدا في زمن الحروب الصليبية تحت اسم GAZIA.

## وصلات خارجية
الموقع الرسمي للبلدة

## معرض الصور
- الغازية